# مانولو پولوت
مانولو پولوت (اسپانیایی: Manolo Poulot‎؛ زادهٔ ۲۸ ژوئن ۱۹۷۴) جودوکار اهل کوبا بود.
وی در مسابقات کشوری و بین‌المللی در مجموع برندهٔ ۲ مدال طلا، ۱ مدال نقره، ۱ مدال برنز شده‌است.